# 罗云光
罗云光（？—），男，汉族，河北徐水人，中华人民共和国政治人物，曾任中华人民共和国铁道部副部长。因受贿被开除党籍。